# 러브 레이싱
《러브 레이싱》(Love Racing)은 2008년 2월 4일부터 4월 7일까지 코미디TV에서 방송된 대한민국의 성인 텔레비전 드라마이다. 섹시한 몸매와 도발적인 의상을 선보이는 레이싱 모델들의 인생, 사랑, 생존 경쟁, 은밀한 사생활을 주제로 하고 있다.

## 등장인물
- 유채영: 성춘자 역
- 최하나: 진설희 역
- 채영인: 도세라 역
- 김하연: 연지후 역
- 박민경(연우현진): 백지미 역
- 최주연: 김초롱 역
- 김동윤: 성춘동 역
- 서배준(서현): 알렉스 역

### 특별 출연
- 이세창
- 서동균
- 송중기
- 황건

## 제작진
- 기획: 박상도, 정훈탁
- 제작: 조영진, 장진욱
- 책임프로듀서: 윤여훈
- 프로듀서: 김봉진
- 촬영: 문세홍
- 조명: 유필수
- 미술: 박양균
- 동시녹음: 방상호
- 편집: 김태영
- 음악: 권성민
- 극본: 김효령, 정다운
- 조연출: 양영진
- 연출: 최성범, 서주완